# Re portoghesi della dinastia di Aviz

## Primi re della casa di Aviz e l'Ínclita geração

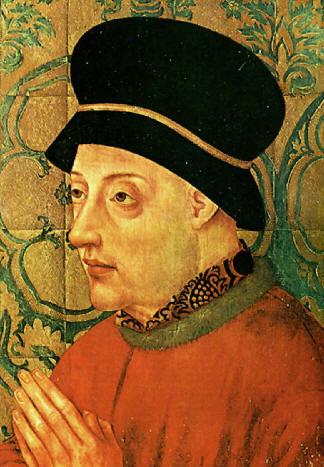
Giovanni I

Bandiera personale di Giovanni I col suo motto: «Pour bien»

Giovanni di Aviz fu eletto re del Portogallo, nell'aprile del 1385, dalle Cortes portoghesi convocate a Coimbra come Giovanni I del Portogallo e subito, nel 1386, firmò il trattato di Windsor e si alleò col re d'Inghilterra, Riccardo II, mentre Giovanni Plantageneto, I duca di Lancaster, figlio di Edoardo III d'Inghilterra, zio di Riccardo II e aspirante al trono di Castiglia perché marito della figlia di Pietro I di Castiglia, Costanza, sbarcò a La Coruña e invase la Galizia e si incontrò con Giovanni I.
La campagna anglo-portoghese fu poco proficua e dopo circa un anno, fu accettata la proposta di pace che stabiliva, tra Portogallo e Castiglia, una tregua di tre anni.
Giovanni I intraprese spedizioni oltremare che portarono alla conquista (21 agosto 1415) ed alla occupazione permanente di Ceuta; due giorni prima della presa della città era morta, di peste nera, la moglie, Filippa di Lancaster, figlia Giovanni.
Le spedizioni ebbero anche un carattere esplorativo e furono condotte e coordinate dal figlio, Enrico detto il Navigatore, che portarono alla riscoperta di Porto Santo (1418) e Madera (1419), ripopolate e sfruttate economicamente e all'inizio del ripopolamento delle Azzorre (1427) e della conquista delle Canarie, che diedero inizio al periodo delle scoperte.
Dato che la corona, durante le guerre si era molto impoverita mise allo studio una legge, la Lei mental (le terre concesse dalla corona non potevano essere divise né alienate e venivano trasmesse in eredità solo al maggiore dei figli maschi e non alle femmine, ovviamente per tornare alla corona in mancanza di eredi), che fu poi promulgata da suo figlio, Edoardo del Portogallo.

In materia di tassazioni Giovanni I estese la sisa, in origine, una tassa comunale ad essere una tassa regale regolare e ripristinò la Lei das sesmarias, che prevedeva che le terre non coltivate fossero date in concessione a chi le avrebbe lavorate e chi si mostrava inoperoso veniva costretto a lavorare e se persisteva veniva arrestato.

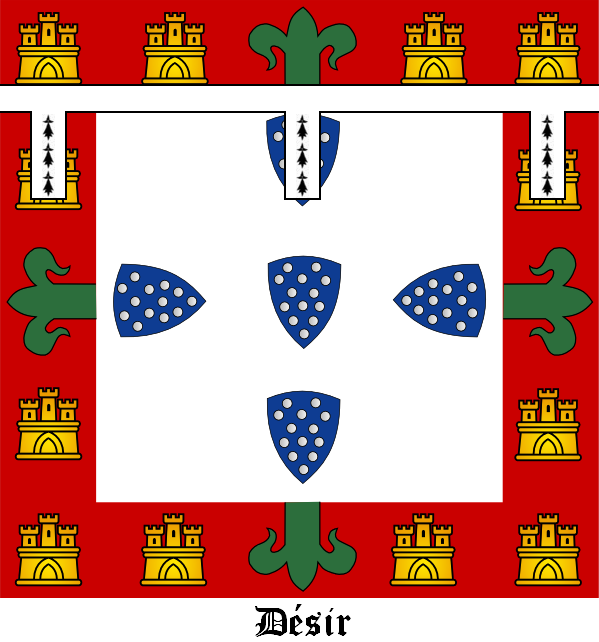
Bandiera personale di Pietro d'Aviz col suo motto, il misterioso: «Désir»

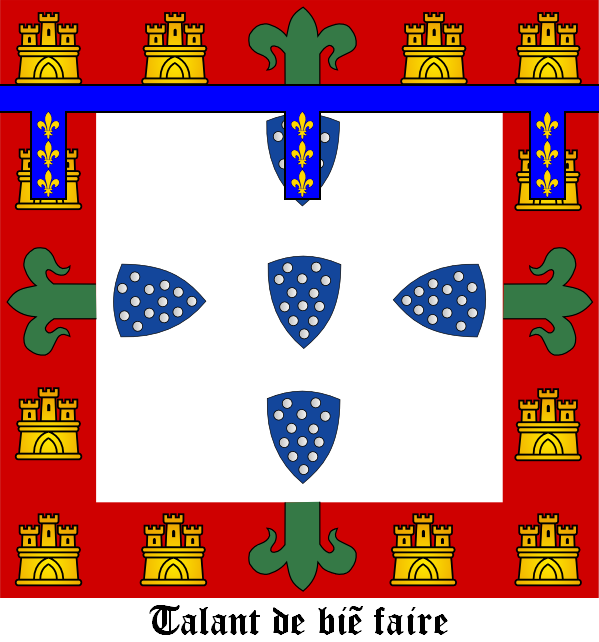
Bandiera personale di Enrico il Navigatore col suo motto, il misterioso: «talent de bien faire».

Giovanni I fu un monarca molto istruito, amante delle lettere e aperto alle novità che seppe trasmettere questo amore anche ai suoi figli, Edoardo, il suo successore (fu anche poeta); Pietro, detto "Príncipe das Sete Partidas" (grande viaggiatore, visitò la sette parti del mondo); Enrico detto il Navigatore (diede inizio al periodo delle scoperte); Isabella, che sposò il duca di Borgogna, Filippo il Buono (fu reggente del ducato in assenza del marito e fu l'artefice degli accordi presi, tra il marito Filippo ed il re di Francia, Carlo VII, che sanciva la nuova alleanza, tra Francia e ducato di Borgogna); Giovanni, conestabile del regno (difese strenuamente Ceuta, dopo il disastro di Tangeri e domò la ribellione di Lisbona del 1438); e Ferdinando, detto il Santo (preferì morire prigioniero dei Mori piuttosto che scambiare la sua liberazione con la città di Ceuta, quando i fratelli avevano già accettato).
Il grande poeta portoghese, Luís de Camões, li cita nel racconto epico, I Lusiadi, come Ínclita geração.

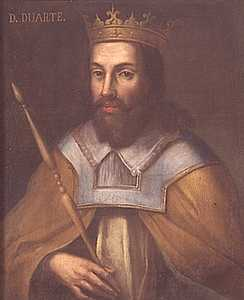
Edoardo l'Eloquente

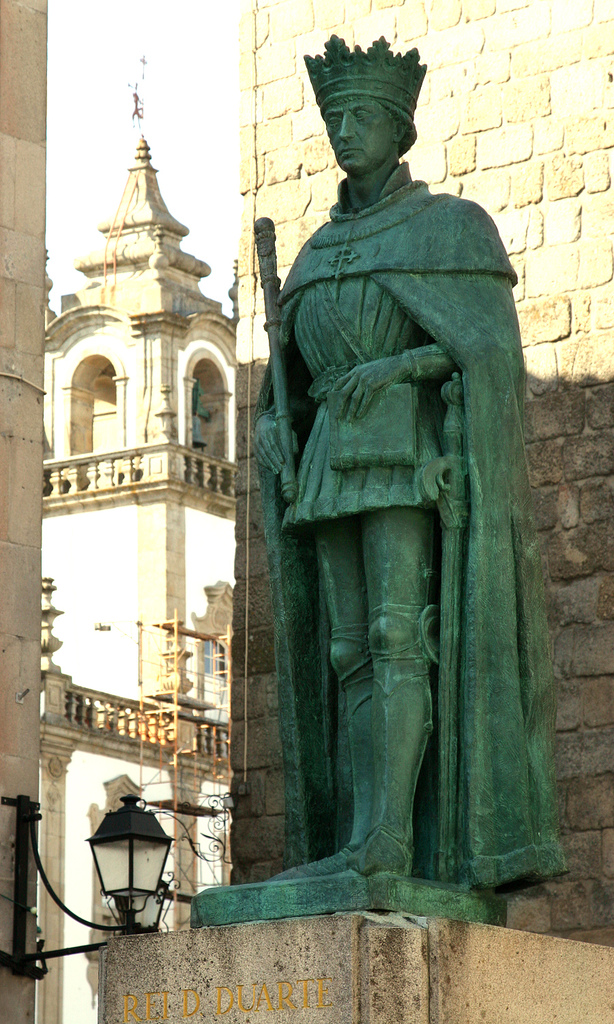
Statua del re Duarte a Viseu.

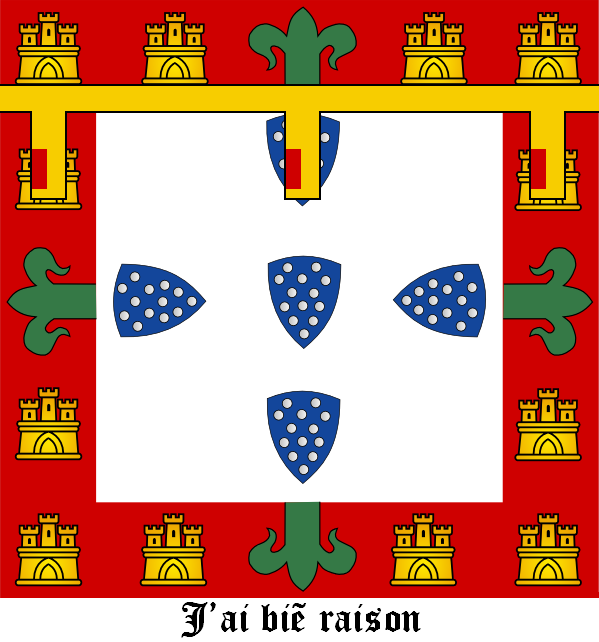
Bandiera personale di Giovanni, conestabile del Portogallo, col suo motto: «J'ai bien raison»

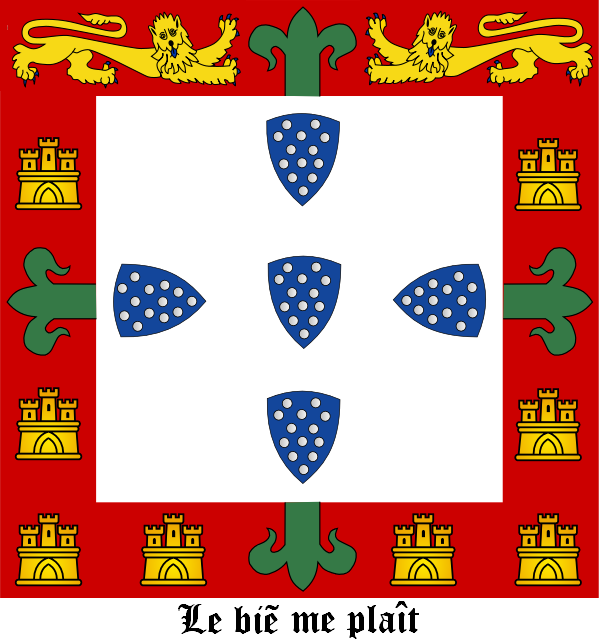
Bandiera personale di Fernando il Santo col suo motto: «Le bien me plaît».

Edoardo (o Duarte) divenne re il 14 agosto 1433 e durante il suo breve regno durato cinque anni, convocò le  Cortes (l'assemblea nazionale) non meno di cinque volte per discutere gli affari e la politica interna. Proseguì anche la politica del padre riguardo all'esplorazione marittima dell'Africa. Incoraggiò e finanziò il fratello, il Principe Enrico il Navigatore che fondò una scuola di navigazione a Sagres e che intraprese varie spedizioni. Fra queste quella di Gil Eanes, nel 1434, per prima oltrepassò Capo Bojador sulla costa nord-occidentale dell'Africa, arrivando al Rio do Ouro, nel 1436, e aprendo la strada a un'ulteriore esplorazione verso sud della costa africana.
Nel 1434, Edoardo promulgò la Lei mental, che era stata preparata da suo padre, Giovanni.
Nel 1437, i suoi fratelli Enrico il Navigatore e Fernando persuasero Duarte a lanciare un'offensiva in Marocco per ottenere una migliore base africana per la futura esplorazione dell'Atlantico e per risollevare le sorti di Ceuta, che da quando era portoghese aveva perso la sua importanza commerciale che era passata a Tangeri. La spedizione non era sostenuta in modo unanime: Pietro, Duca di Coimbra e Giovanni, conestabile del Portogallo erano entrambi contrari all'iniziativa; preferivano evitare un conflitto con il re del Marocco. I fatti dettero loro ragione. L'attacco a Tangeri ebbe successo, ma a prezzo di alte perdite umane. Il fratello più giovane di Duarte, Ferdinando d'Aviz (1402–1443), fu catturato, tenuto in ostaggio e morì in seguito in prigionia a Fès e Duarte morì di peste, come suo padre, sua madre e sua nonna prima di lui, il 13 settembre del 1438, poco dopo l'attacco a Tangeri.
Quando morì stava occupandosi della revisione del codice legale portoghese e, alla sua morte, gli successe il figlio Alfonso V, minorenne, sotto la reggenza della madre, Eleonora, come da suo espresso desiderio testamentario.

## Il periodo delle scoperte

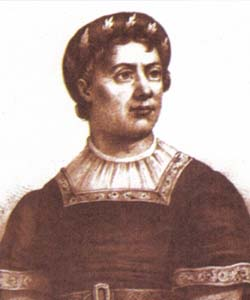
Pietro, Duca di Coimbra e Reggente del Regno.

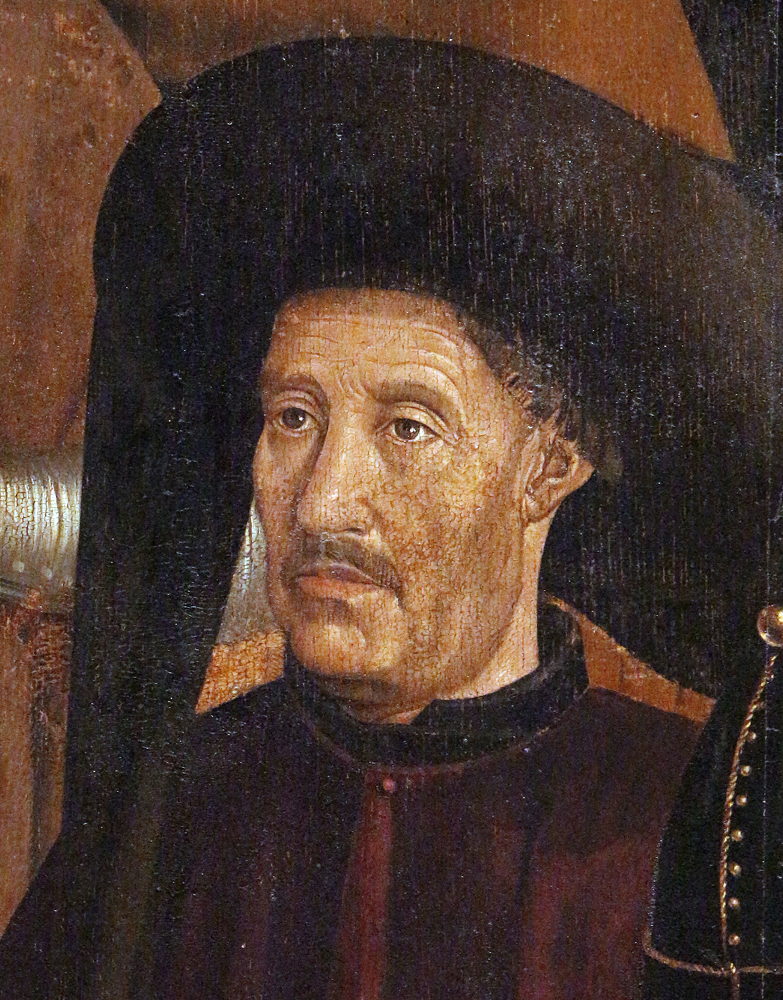
Enrico il Navigatore

La reggenza fu confermata dalle cortes, tenute a Torres Novas ancora nel 1438, ma questa decisione non piacque alla popolazione di Lisbona, che iniziò a ribellarsi, ma il cognato di Eleonora, conestabile di Portogallo, Giovanni entrò nella città e riuscì a spegnere ogni tentativo di ribellione, mentre l'altro cognato, Pietro raccoglieva il malcontento intorno a sé, per cui fu richiesto alle cortes di pronunciarsi sulla reggenza, se lasciarla ad Eleonora, appoggiata dalla maggioranza dei nobili, tra cui il fratellastro del marito, Alfonso, conte di Barcelos e futuro duca di Braganza, come da volontà testamentarie, oppure darla a Pietro, Duca di Coimbra, lo zio del re, che aveva l'appoggio di una parte della nobiltà ma soprattutto della popolazione.
Le cortes, riunite a Lisbona, nel 1439, si pronunciarono per Pietro.
La regina madre, Eleonora, e Alfonso, conte di Barcelos, si rivolsero allora a Giovanni (fratellastro e genero di Alfonso), che aveva il controllo della città di Lisbona, per avere il suo appoggio e poter mantenere la reggenza contro la volontà delle cortes, ottenendone però un rifiuto.
 Eleonora, nel 1440, dovette cedere il potere a Pietro, lasciò il Portogallo per Toledo.
La politica di Pietro fu a favore della borghesia cittadina e un poco meno della grande nobiltà ed inoltre riprese a concede sussidi al fratello Enrico che poté continuare le spedizioni per l'esplorazione dell'Atlantico, mentre i rapporti col fratellastro, Alfonso (pur avendolo creato primo duca di Braganza, dopo la morte di Giovanni, nel 1442), lo zio più ascoltato dal re, Alfonso V, continuarono ad essere pessimi.
Alfonso V, nel 1448, cominciò a governare direttamente senza più bisogno della reggenza dello zio Pietro, e sotto l'influenza dell'altro zio, Alfonso I di Braganza, annullò tutti i provvedimenti presi durante la reggenza di Pietro che, non condividendo le posizioni del re, fu ritenuto un ribelle. Gli eventi precipitarono e sfociarono in una guerra aperta, che vide Pietro alleato del proprio figlio, Pietro di Coimbra nuovo Connestabile del Portogallo, contro Alfonso di Braganza ed il re Alfonso V, che si concluse con la battaglia d'Alfarrobeira, nelle vicinanze di Vila Franca de Xira, dove il duca di Coimbra perse la vita ed il figlio, il conestabile del Portogallo, dovette lasciare il Portogallo e andare in esilio in Castiglia.

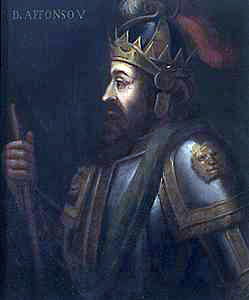
Alfonso V l'Africano

Con la morte di Pietro il regno di Alfonso V cadde sotto l'influenza di Alfonso di Braganza, che aveva più potere del re, che in politica interna continuò ad applicare la Lei das sesmarias, mentre continuò a finanziare le esplorazioni sia della costa africana che dell'Atlantico e a partire dal 1450, Alvise Cadamosto esplorò le coste africane dell'Atlantico arrivando al fiume Gambia nell'attuale Senegal e, tra il 1455 ed il 1456 scoprì (probabilmente avvistò le isole senza esplorarle) le prime cinque isole dell'arcipelago di Capo Verde. Antonio da Noli vi giunse negli stessi anni e le esplorò e poi le colonizzò.
Nel 1459 un geografo, cartografo e monaco camaldolese veneziano del XV secolo, Fra Mauro, gli inviò in Portogallo un planisfero del vecchio Mondo (andato perduto), ordinatagli da Enrico.
Nel 1460 la costa africana era stata esplorata fino all'attuale Sierra Leone.
Alfonso V continuò le esplorazioni anche dopo la morte dello zio Enrico (1460) e, nel 1461, Pedro da Cintra si spinse sino a capo Mesurado e, pur non trascurando l'esplorazione marittima, nel 1469 appaltò i diritti reali sul commercio della Guinea a Ferrão Gomes a condizione che egli scoprisse cento leghe (circa 555 km.) di costa ogni anno, col risultato che tra il 1469 ed il 1471 venne attraversato l'equatore e raggiunto capo Catherine, e nel 1474, Alfonso V affidò al figlio Giovanni l'amministrazione dei forti e delle stazioni commerciali della costa africana.
Nel 1458, Alfonso V era partito per il Nordafrica dove conquistò la città marocchina di Alcácer-Ceguer, e poi, nel 1460, conquistò Tangeri, che fu persa e riconquistata definitivamente, nel 1471.
Nel 1465, Alfonso V aveva inviato una flotta portoghese ad aiutare il cugino Pietro di Coimbra, che nel 1463 era stato eletto re d'Aragona, a rompere l'assedio di Barcellona da parte delle truppe di Giovanni II di Aragona.

Bandiera di Alfonso V e Giovanna, la Beltraneja durante la loro pretesa al regno di Castiglia

Nel 1474, alla morte del re di Castiglia, Enrico IV, Alfonso V appoggiò la legittima erede al trono, Giovanna, figlia di sua sorella, Giovanna d'Aviz contro Isabella, la Cattolica, che col marito, Ferdinando erano stati incoronati re di Castiglia (Isabella I e Ferdinando V); anzi Alfonso sposò la nipote e dopo aver invaso la Castiglia (1475), per difendere i diritti di sua moglie, dichiarato re di Castiglia e León, dai partigiani della moglie, fu sconfitto, il 1º marzo 1476, nella battaglia di Toro, e dovette rientrare mestamente in Portogallo. La pace fu siglata ad Alcáçovas (Viana do Alentejo), il 4 settembre del 1479, dove il re del Portogallo, Alfonso V e la moglie Giovanna rinunciavano ad ogni pretesa sul regno di Castiglia e sulle isole Baleari e sulle isole Canarie mentre i regni di Castiglia e Aragona rinunciavano a Madera, alle Azzorre e alle isole di Capo Verde ed inoltre lasciavano al Portogallo tutte le terre a sud del Capo Bojador; il trattato venne controfirmato dai re Cattolici a Toledo nel marzo del 1480.

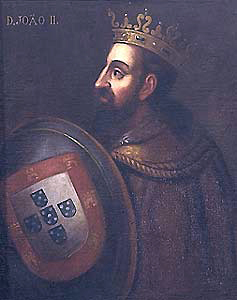
Giovanni II, il Príncipe Perfetto

Giovanni II, nel 1481, trovò il tesoro in dissesto a causa delle guerre e della liberalità e prodigalità del padre mentre, per la compiacenza del padre, la famiglia di Braganza era giunta a considerarsi quasi pari del sovrano. Impostando una politica assolutistica, tolse alla nobiltà, avocandola a sé, la giurisdizione su molte città, che gli permise di rimettere in sesto le finanze e ottenere un certo controllo anche sulla nobiltà.
 Nel 1483, Giovanni, in base alla corrispondenza segreta tra la famiglia di Braganza e la casa reale di Castiglia, fece arrestare il duca di Braganza, Ferdinando II, che fu processato; nel corso del processo fu provata l'accusa di tradimento a carico del duca e di suo fratello il marchese di Montemor-o-Novo, che riuscì a fuggire e a sottrarsi alla giustizia, mentre il fratello della regina, Diego I di Viseu, coinvolto nel complotto, fu perdonato. Il duca di Braganza fu condannato a morte e giustiziato ad Évora.
L'anno dopo, il cognato, Diego I, 4º duca di Viseu, divenuto, dopo la morte di Ferdinando II di Braganza, il più influente nobile del regno, nel 1484, non condividendo la politica accentratrice del cugino, il re, Giovanni II del Portogallo, organizzò una congiura per uccidere Giovanni e l'erede al trono, il figlio di Giovanni, Alfonso del Portogallo; ma, essendo stato scoperto il suo piano, il cugino Giovanni lo uccise con le sue mani, mentre altri complici venivano o imprigionati o uccisi (tra questi il vescovo di Évora e molto probabilmente il marchese di Montemor-o-Novo, Giovanni).
Giovanni, che aveva cominciato ad interessarsi delle scoperte, nel 1474, quando era responsabile dei forti e delle stazioni commerciali della costa africana, appena salito al trono, diede impulso alla ricerca della via di accesso all'India, con lo stesso zelo del prozio, Enrico il Navigatore:
- Diogo de Azambuja, costruì il castelo de São Jorge da Mina (nell'attuale Ghana)
- Diogo Cão, nel 1482-1483, scoprì la foce del fiume Congo ed il Cabo de Santa Maria (Angola); esplorò la costa della Namibia e nel 1485, giunse a Cape Cross.
- Bartolomeu Dias, nel 1488, doppiò il Capo di Buona Speranza, e fu il primo europeo a navigare l'Oceano Indiano, arrivando da ovest.
- Álvaro de Caminha, nel 1493 iniziò la colonizzazione delle isole di Fernando Pó, São Tomé, Príncipe e Annobón, scoperte nel 1471-1472 rispettivamente da Fernão do Pó (la prima) e da Pêro Escobar (le altre)
- Pêro da Covilhã e Afonso de Paiva invece furono inviati dal re al Cairo per fare le esplorazioni, anche per via terra, passando da Ormuz, arrivando a Aden e da qui si separarono, ma Paiva morì mentre Covilhã arrivò in Mozambico, passando dall'Abissinia. Tornò indietro e fece rientro in Portogallo, dove fece un resoconto preciso che convinse Giovanni di essere sulla giusta strada per l'India,
- prima di morire, progettò e programmò il viaggio di Vasco da Gama, che arrivò in India, nel 1498,
- Cristoforo Colombo gli aveva sottoposto il suo piano di circumnavigare la terra, per arrivare all'India, ma Giovanni II aveva buoni motivi per ritenere che il progetto da lui seguito di doppiare l'Africa avrebbe portato a risultati sicuri per cui le Americhe furono scoperte per conto dei re cattolici di Castiglia e Aragona; e al ritorno di Colombo dopo il primo viaggio, Giovanni II ebbe il sospetto che, secondo il trattato di Toledo del 1480, la scoperta fosse avvenuta nella zona di influenza del Portogallo. Il re, Ferdinando II di Aragona, propose di risolvere la questione con un negoziato, che portò al Trattato di Tordesillas, del 1494, che divise il mondo al di fuori dell'Europa in un duopolio esclusivo tra la Spagna ed il Portogallo.

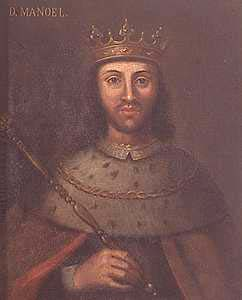
Manuele I il Fortunato

Bandiera personale di Manuele I, con la rappresentazione di una sfera armillare

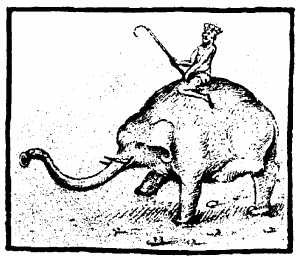
Rappresentazione contemporanea del Re Manuele I che monta l'elefante Annone, mascotte del papa Leone X

Gli successe il cugino nonché cognato Manuele I, che sposò, nel 1497, Isabella di Trastámara, figlia di Ferdinando II, re di Aragona, e della regina di Castiglia, Isabella I, nonché sorella dell'erede al trono dei regni di Aragona e Castiglia, il principe della Asturie, Giovanni, alla cui morte, nello stesso anno divenne l'erede al trono dei regni di Castiglia e di Aragona. Il 23 ottobre del 1498, Isabella diede alla luce l'erede al trono dei regni di Portogallo, Castiglia e Aragona, Michele, ma lei un'ora dopo morì e, nel 1500, morì anche Michele.

Manuele, continuando la politica di Giovanni II, privilegiò la politica di espansione verso l'India e realizzò il viaggio, progettato da Giovanni II, di Vasco da Gama che arrivò in India (1498), mentre Pedro Álvares Cabral scoprì il Brasile (1500), Francisco de Almeida fu il primo vice-re dell'India (1505) e l'ammiraglio, Alfonso de Albuquerque assicurò il controllo delle rotte commerciali dell'Oceano Indiano e Golfo Persico e conquistò al Portogallo luoghi importanti come la Malacca, Goa e Ormuz.
Durante il suo regno, furono altresì organizzati viaggi verso occidente, che portarono alla scoperta della Groenlandia e di Terranova. Manuele allacciò relazioni diplomatiche anche con la Cina e con la Persia. Con i proventi delle conquiste fece costruire diversi luoghi di culto, come chiese e monasteri e diede sviluppo allo stile manuelino, di cui due esempi significativi furono il Monastero dos Jerónimos e la Torre di Belém.
Papa Giulio II lo insignì della Rosa d'oro, onorificenza conferita ai sovrani che si distinguevano nella difesa e nella promozione della religione cattolica, mentre Manuele inviò al papa pietre preziose ed animali rari, in special modo al papa Leone X.
Infine continuò la penetrazione portoghese in Marocco, arrivando a conquistare, Safim, Azamor e Agadir.
In politica interna continuò con la politica iniziata da Giovanni II di rafforzare il potere centrale a scapito delle grandi famiglie nobili, però con meno rudezza. Migliorò inoltre il sistema tributario.
Per poter concludere il contratto di matrimonio con Isabella di Trastámara, nel 1496, prese l'impegno nei confronti dei Re Cattolici, di cacciare gli Ebrei dal Portogallo, lasciando la possibilità di conversione al cristianesimo, in alternativa. Molti Ebrei si fecero battezzare e Manuele garantì loro la protezione; ma nulla poté, nel 1506, quando una folla inferocita infierì contro gli ebrei convertiti, passato alla storia come il massacro di Lisbona, dove circa 4000 Ebrei persero la vita. Manuele fece giustiziare i caporioni che avevano guidato quel massacro.
A Manuele successe il figlio, Giovanni III del Portogallo.

## Ultimi re della casa di Aviz

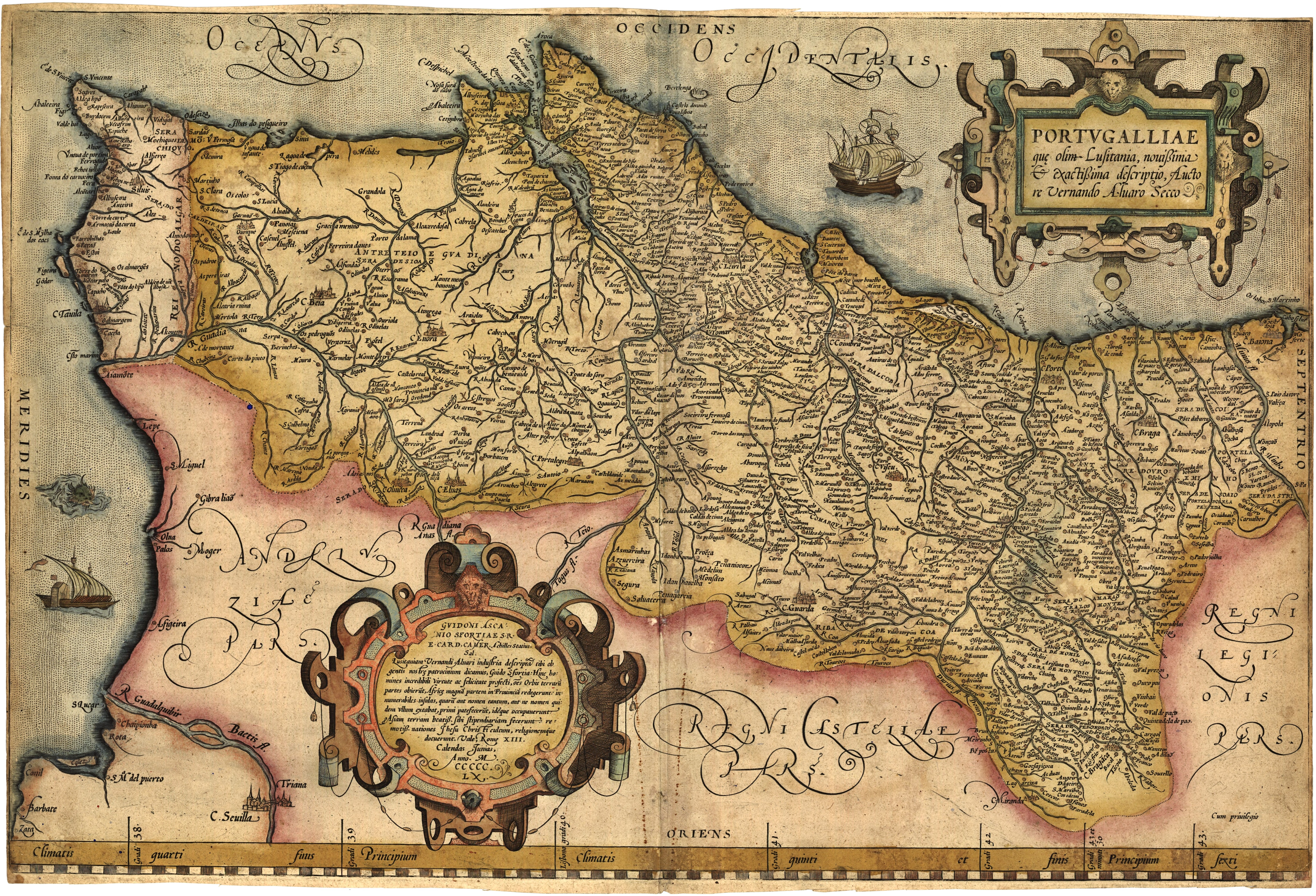
Mappa del portogallo del 1561

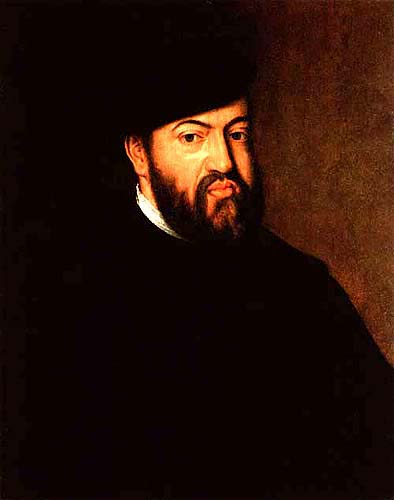
Giovanni III, il Pio

Giovanni III salì al trono, nel 1521, in un'epoca in cui il Portogallo era all'apice del suo potere politico, e Lisbona era in una posizione di importanza commerciale mai raggiunta prima. I possedimenti asiatici vennero estesi con ulteriori conquiste, mentre iniziava anche la colonizzazione sistematica del Brasile.
Sfortunatamente per il Portogallo Giovanni fu attratto da un certo fanatismo religioso che gli fece appoggiare la Compagnia di Gesù, approvata da papa Paolo III, nel 1534 e soprattutto gli fece accettare l'introduzione dell'Inquisizione nel regno, nel 1536, il cui impatto sulla economia portoghese fu dannoso, perché colpì soprattutto i mercanti che erano soprattutto ebrei, che furono perseguitati ed anche uccisi, mentre altri dovettero fuggire e abbandonare il paese.
Le conseguenze furono disastrose per la prosperità commerciale e sociale del suo; il Portogallo cadde infatti in una stagnazione che caratterizzò poi il regno del suo successore, il nipote, Sebastiano I il Desiderato.

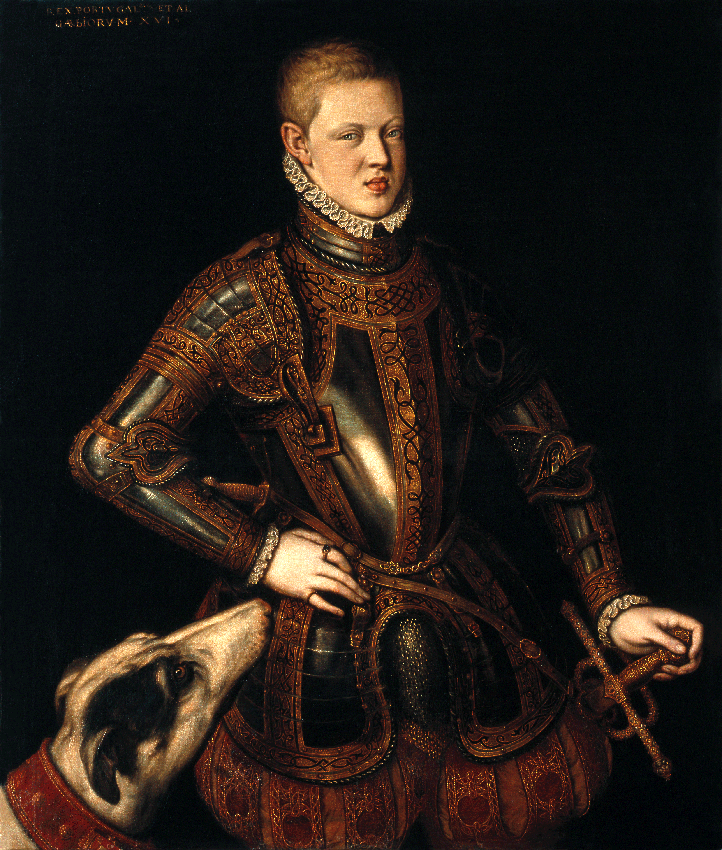
Sebastiano I il Desiderato

Sebastiano I era l'unico figlio di Giovanni del Portogallo, figlio di Giovanni III e di Giovanna d'Asburgo. Il padre morì lo stesso anno della sua nascita, mentre la madre lo abbandonò di soli tre mesi di età, per chiudersi in un convento, e non la rivide mai più. Alla morte del nonno (1557), divenne re sotto la reggenza della nonna, Caterina d'Asburgo (1507-1578), sino al 1562, e poi del prozio Enrico I.
Sebastiano, divenuto maggiorenne, decise di rafforzare l'influenza portoghese sul Marocco, e, nella primavera del 1578, s'imbarcò a Belém con una flotta di 800 navi e circa 20000 uomini e, arrivato in Marocco, schierò le proprie truppe nei pressi di Ksar-el-Kebir (Alcazarquivir) incurante della grande supremazia di uomini su cui poteva contare il suo rivale Mulay Abdelmalik, che aveva radunato all'incirca 40000 cavalieri. La battaglia durò circa 5 ore e nonostante il comportamento eroico dei soldati portoghesi si concluse in una carneficina. Soltanto alcune centinaia di cavalieri portoghesi riuscirono a riparare nelle piazzeforti costiere. Il corpo di re Sebastiano I non fu mai trovato e tale assenza di certezza relativamente alla sua morte diede vita alla leggenda del ritorno di Sebastiano.
La scomparsa del giovane re precipitò il suo paese in una profonda crisi dinastica, perché gli successe il prozio Enrico I, che era un ecclesiastico.

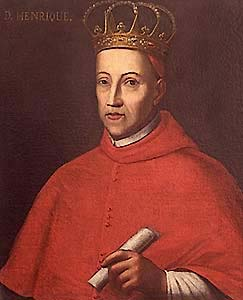
Enrico I il Cardinale

Enrico era il fratello minore del re Giovanni III ed aveva preso gli ordini sacri, non pensando di arrivare un giorno al trono, con l'intenzione di aumentare l'influenza del Portogallo all'interno della Chiesa cattolica, dominata, in quel tempo, dalla Spagna.
Avanzando rapidamente nella gerarchia ecclesiastica era stato arcivescovo di Braga, poi primo arcivescovo di Évora, poi arcivescovo di Lisbona, ed ancora grande inquisitore generale e infine cardinale. Si era anche impegnato molto ad introdurre l'Ordine dei Gesuiti in Portogallo, utilizzando i loro servizi nell'impero coloniale. Dopo avere ricevuto la conferma della morte del nipote nel monastero di Alcobaça, egli rinunciò alle sue funzioni ecclesiastiche al fine di potere contrarre un matrimonio e dare seguito alla dinastia d'Aviz, ma papa Gregorio XIII, alleato degli Asburgo, non lo liberò dai suoi voti.
Dovette subito occuparsi del recupero dei prigionieri rimasti in Marocco.
Alla sua morte, nel 1580 e una giunta di cinque governatori costituì il Consiglio di Reggenza, con il compito di trovare un successore. Ma non essendoci eredi diretti nacque una disputa, della quale ebbe la meglio Filippo II di Spagna, del Casato degli Asburgo, che ottenne l'unione della corona portoghese con quella spagnola, e che inviò il Duca d'Alba ad impossessarsi del regno di Portogallo con la forza. Lisbona capitolò rapidamente ed egli fu eletto Re di Portogallo e dell'Algarve col nome di Filippo I, alla condizione però, che ne il Regno ne le Colonie potessero un giorno trasformarsi in provincie spagnole.

## Cronologia dei re portoghesi delCasato di Aviz(1385 - 1580)
- Giovanni I (1385 - 1433)
- Edoardo (1433 - 1438)
- Alfonso V (1438 - 1481)
- Giovanni II (1481 - 1495)
- Manuele I (1495 - 1525)
- Giovanni III (1525 - 1557)
- Sebastiano I (1557 - 1578)
- Cardinal Enrico (1578 - 1580)